# Wohn- und Wirtschaftsgebäude Holler Landstraße 75
Das Wohn- und Wirtschaftsgebäude Holler Landstraße 75 in Hude-Holle wurde am Anfang des 19. Jahrhunderts gebaut.
Das Gebäude wird heute als Wirtschaftsgebäude genutzt.
Das Gebäude steht unter Denkmalschutz (siehe auch Liste der Baudenkmale in Hude (Oldenburg)).

## Geschichte
Das eingeschossige giebelständige Gebäude in Fachwerk als Zweiständer-Hallenhaus mit Steinausfachungen und erhaltenem Innengerüst, Krüppelwalmdach und Niedersachsengiebel mit Uhlenloch und niedersächsischen Pferdeköpfen sowie Inschrift im Giebelbalken wurde 1816 auf der Hofanlage gebaut. Fenster und Tür des Wohnteils wurden später zugesetzt.
Zur Hofanlage gehören auch das angebaute massive denkmalgeschützte Wohnhaus von 1907 mit Krüppelwalm und zweigeschossigem Giebelrisalit, ein Brunnen von 1865, ein Nebengebäude und der rückwärtige Teich auf dem großen Grundstück mit Baumbestand.
Das Niedersächsische Landesamt für Denkmalpflege befand: „… geschichtliche Bedeutung … als Teil der Gruppe Hofanlage Holler Landstraße 75 …“